# Opricznina

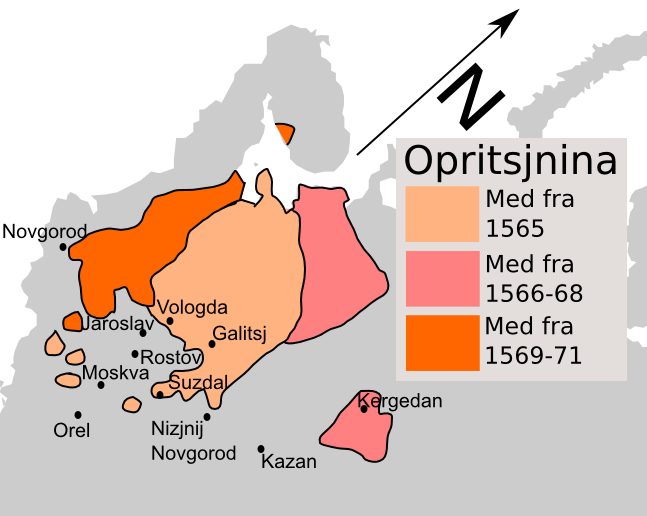
Zasięg działalności opriczniny

Opricznina, oprycznina (ros. опричнина) – określenie okresu w historii Rosji (1565–1572) i polityki stosowanej w tym czasie przez cara Iwana IV Groźnego. Słowo pochodzi od słowa rosyjskiego opricz – oprócz, osobno. Głównym celem opriczniny było zdławienie wszelkiej opozycji wewnętrznej i umocnienie władzy carskiej. Polegała ona na wydzieleniu znacznej części państwa moskiewskiego spod władzy bojarów (pozostała im reszta zwana ziemszczyną) i poddaniu jej bezpośredniej władzy cara oraz terrorowi jego gwardzistów zwanych opricznikami.

## Historia

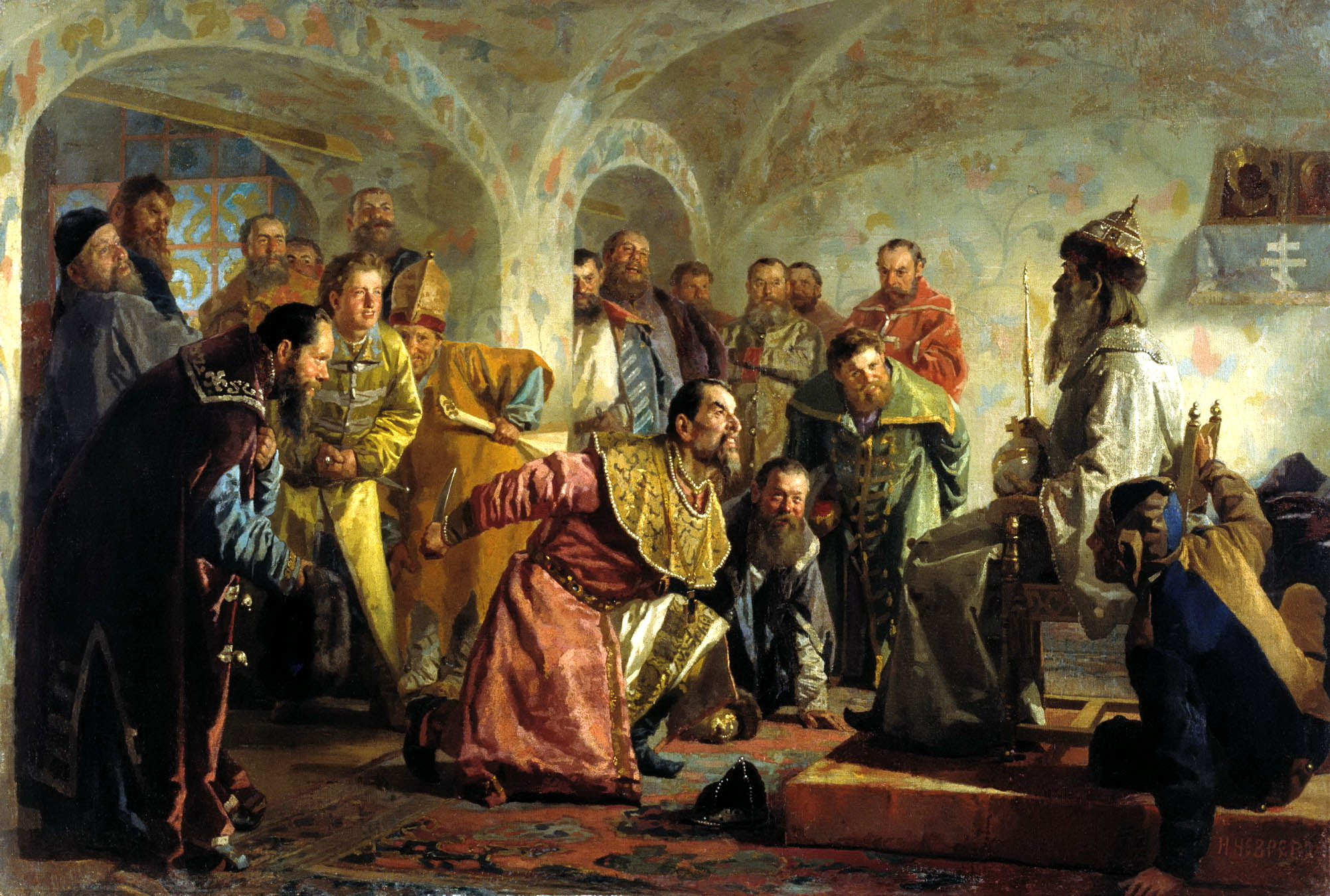
Iwan Groźny (klęczy z nożem) drwi z przywódcy bojarów Iwana Fiodorowa posadzonego na tronie w carskim przebraniu. Za chwilę Iwan zadźga nożem Fiodorowa.
Obraz Mikołaja Newrewa

W okresie wyniszczającej Rosję wojny inflanckiej wojska polsko-litewskie pod komendą starosty różańskiego Stanisława Leśniowolskiego pobiły 19 sierpnia 1562 roku w bitwie pod Newlem księcia Andrzeja Kurbskiego. W 1564 roku, po kolejnej klęsce wojsk rosyjskich pod komendą Kurbskiego w bitwie pod Czaśnikami, car rozkazał wygnać księcia do Dorpatu. Kurbski przeciwstawił się jednak woli cara i zmienił front. 30 kwietnia 1564 roku przeszedł na stronę Polski i Litwy. Jego wojska razem z oddziałami polsko-litewskimi spustoszyły między innymi rosyjskie Wielkie Łuki. W konsekwencji tych wydarzeń car, podejrzewając również innych bojarów i wyższą szlachtę o zdradę, stworzył opriczninę.
Głównym celem opriczniny, oprócz zastraszenia ogółu ludności, była pacyfikacja wyższych warstw społecznych, potencjalnie nielojalnych wobec cara. Opricznicy zaangażowani byli między innymi w zabójstwa metropolity Filipa, arcybiskupów Pimena i Leonida. Jednym z zadań opriczników było również przeprowadzanie masowych deportacji ludności. Najsławniejszym ekscesem opriczniny jest zniszczenie buntującego się Nowogrodu Wielkiego (tak zwana „Masakra nowogrodzka” w 1570 roku), który jako stolica dawnej Republiki Nowogrodzkiej i reprezentant tradycji plutokratycznych i republikańskich stanowił poważne zagrożenie dla autorytarnej władzy cara (zarówno polityczne, jak i ideologiczne).
Oprycznicy pochodzili głównie z niższych warstw społecznych (szczególnie z drobnej szlachty) lub byli obcymi najemnikami. Do ich zadań należało między innymi sianie terroru i zarządzanie ziemiami odebranymi bojarom. Do znanych opryczników należeli między innymi Aleksiej i Fiodor Basmanow oraz Skuratow zwany Maluta (teść późniejszego cara Borysa Godunowa). Późniejsze czystki wśród nielojalnych opriczników dotknęły również ich samych. Z rozkazu cara zamordowani, lub zamęczeni na śmierć, zostali między innymi książę Afanasij Wiaziemski oraz obaj Basmanowowie.